# Vessalico
Vessalico là một đô thị ở tỉnh Imperia trong vùng Liguria, tọa lạc khoảng 90 km về phía tây nam của Genova và khoảng 20 km về phía tây bắc của Imperia. Tại thời điểm ngày 31 tháng 12 năm 2004, đô thị này có dân số 299 người và diện tích là 10,3 km².
Vessalico giáp các đô thị sau: Borghetto d'Arroscia, Casanova Lerrone, Cesio, và Pieve di Teco.